# Judine škude
Judine škude ili trideset novčića, nazivi za cijenu od trideset srebrnjaka za koju je Juda Iškariotski izdao Isusa Krista. Spominju se u 15. stihu 26. poglavlja Evanđelja po Mateju u Novom zavjetu.
Juda je, prema Evanđelju po Mateju, prije Posljednje večere otišao glavarima svećeničkim i pristao predati Isusa farizejima u zamjenu za 30 srebrnjaka zbog čega se kasnije pokajao i pokušao vratiti novčiće. Isus je zatim uhićen u Getsemanskom vrtu, gdje ga je Juda poljubio i tako vojnicima otkrio Isusov identitet. U Evanđelju po Luki spominje se kako je Juda pristao predati Isusa za novce, ali nije naveden točan iznos.
Danas su Judine škude simbol izdaje i koriste se i u umjetničkim djelima koja prikazuju Isusove muke.
U hrvatskoj se retorici koristi fraza »prodati se za judine škude« za osobu koja je primila novac za izdaju ili čin koji ide na štetu drugih.